# Шпијунажа
Шпијунажа је обавештајна делатност која се састоје од одавања или саопштавања прикупљених података који представљају војну, службену, привредну или индустријску тајну другој особи, ратној страни, држави или организацији. Подвргнута је међународном праву искључиво у области међународног хуманитарног права, а у мирнодопским условима спада под кривично право поједине државе.
Особа која се бави шпијунажом назива се шпијун или шпијунка, а средства и начини којима они долазе до података су: праћење, тајно и неприметно прислушкивање разговора било да су то разговори телефоном, на интернету, тј. друштвеним мрежама или уживо на јавном месту разговор између две особе тако што се тихо ушуњају, сакрију се или преко врата или зида прислушкују, крађа писама, туђих податка, па тајно мотрење кретања, рада или неке друге активности посматране стране, достављање података, поверљивих тајних информација, одавање, потказивање или цинкарење итд. Шпијуни су често полиглоте, говоре више од два или три страна језика, а неретко се у зависности од задатка прерушавају у нпр. жене, носећи перике, хаљине и шминку, носе одела, глуме да су нека друга особа, имају лажна документа, папире, пасош и личну карту. Труде се да не оставе никакве отиске прстију, да су им ђонови чисти од ципела, носе рукавице, да не пију ништа на јавном месту или догађају, не причају много, само ако им се неко обрати итд.

### Први светски рат
- Andrew, Christopher. (2010-10-19). The Defence of the Realm: The Authorized History of MI5. Allen Lane. ISBN 978-0-14-317458-5. Проверите вредност парамет(а)ра за датум: |year= / |date= mismatch (помоћ). Section A
- Boghardt, Thomas (2004). Spies of the Kaiser: German Covert Operations in Great Britain during the First World War Era.
- Boghardt, Thomas (2012). The Zimmermann telegram: intelligence, diplomacy, and America's entry into World War I. Naval Institute Press. ISBN 978-1-61251-148-1.
- Dockrill, Michael., David French, ур. (1996). Strategy and Intelligence: British Policy During the First World War.
- Debruyne, Emmanuel. "Espionage"  In: Ute Daniel, et al. eds. 1914-1918-online: International Encyclopedia of the First World War online 22 page scholarly history full text
- Finnegan, Terrance (2009). „The Origins of Modern Intelligence, Surveillance, and Reconnaissance: Military Intelligence at the Front, 1914–18”. Studies in Intelligence. 4: 25—40.
- Foley, Robert T (2005). „Easy Target or Invincible Enemy? German Intelligence Assessments of France Before the Great War.”. Journal of Intelligence History. 5 (2): 1—24. doi:10.1080/16161262.2005.10555115.
- Hiley, Nicholas (1986). „Counter-espionage and Security in Great Britain during the First World War”. English Historical Review. 3: 635—70. doi:10.1093/ehr/CI.CCCC.635.
- Hiley, Nicholas (1985). „The Failure of British Counter-espionage against Germany, 1907–1914”. Historical Journal. 28 (4): 835—62. doi:10.1017/S0018246X00005094.
- Hiley, Nicholas (2006). „Entering the Lists: MI5's Great Spy Round-up of August 1914.”. Intelligence and National Security. 1: 46—76. doi:10.1080/02684520600568303.
- Kahn, David (1980). „Codebreaking in World Wars I and II: The Major Successes and Failures, Their Causes and Their Effects”. Historical Journal. 23 (3): 617—39. doi:10.1017/S0018246X00024912.
- Larsen, Daniel (2014). „Intelligence in the First World War: The state of the field.”. Intelligence and National Security. 29 (2): 282—302. doi:10.1080/02684527.2012.727070., comprehensive overview
- Larsen, Daniel (2017). „British codebreaking and American diplomatic telegrams, 1914–1915.”. Intelligence and National Security. 32 (2): 256—263. doi:10.1080/13698230.2016.1253174.. The British read the American secrets from late 1915 online
- May, Ernest R. ed. Knowing One's Enemy: Intelligence Assessment Before the two World Wars (1984)
- Mount, Graeme (1993). Canada's Enemies: Spies and Spying in the Peaceable Kingdom. ch.3.
- Pöhlmann, Markus (2005). „German Intelligence at War, 1914–1918.”. Journal of Intelligence History. 5 (2): 25—54. doi:10.1080/16161262.2005.10555116.
- Seligmann, Matthew (2006). Spies in Uniform: British Military and Naval Intelligence on the Eve of the First World War. Oxford University Press. ISBN 978-0-19-926150-5.
- Spence, Richard B (1996). „K.A. Jahnke and the German Sabotage Campaign in the United States and Mexico, 1914–1918”. Historian. 1: 89—112. doi:10.1111/j.1540-6563.1996.tb00986.x.
- Witcover, Jules.  Sabotage at Black Tom: Imperial Germany's Secret War in America, 1914–1917 (1989).

### Међуратни и Други светски рат, 1919–1945
- Breuer, William B (1988). The Secret War with Germany: Deception, Espionage, and Dirty Tricks, 1939–1945. Presidio Press. ISBN 978-0-89141-298-4.
- Chambers, I. I.; John Whiteclay (2008). OSS Training in the National Parks and Service Abroad in World War II. NPS.. online; chapters 1–2 and 8–11 provide a useful summary history of OSS by a scholar.
- Crowdy, Terry (2008). Deceiving Hitler: Double Cross and Deception in World War II. Osprey. ISBN 978-1-84603-135-9.
- De Jong, Louis (1953). The German Fifth Column in the Second World War.. covers activities in all major countries.
- Drea, Edward J. MacArthur's ULTRA: Codebreaking and the War against Japan, 1942–1945 (1992).
- Farago, Ladislas (1971). The game of the foxes: the untold story of German espionage in the United States and Great Britain during World War II.. popular.
- Haufler, Hervie (2014). Codebreakers' Victory: How the Allied Cryptographers Won World War II.
- Hinsley, F. H.;  . (1979). British Intelligence in the Second World War. Непознати параметар |DUPLICATE_year= игнорисан (помоћ)
  - Beesly, Patrick;  . (1983). „What You Don't Know by What You Do Know.”. International History Review. 5 (2): 279—290. JSTOR 40105296. doi:10.1080/07075332.1983.9640313.
- Jackson, Peter, Joseph Maiolo (2006). „Strategic intelligence, Counter-Intelligence and Alliance Diplomacy in Anglo-French relations before the Second World War.”. Militärgeschichtliche Zeitschrift. 65 (2): 417—462. doi:10.1524/mgzs.2006.65.2.417.
- Jörgensen, Christer. Spying for the Fuhrer: Hitler's Espionage Machine (2014).
- Kahn, David (1980). „Codebreaking in World Wars I and II: The Major Successes and Failures, Their Causes and Their Effects”. Historical Journal. 23 (3): 617—39. doi:10.1017/S0018246X00024912.
- Lewin, Ronald (1984). The American magic: codes, ciphers, and the defeat of Japan.
- Masterman, J. C. (1972). The Double-Cross System: The Incredible True Story of How Nazi Spies Were Turned into Double Agents. Lyons Press. ISBN 1585741302. Непознати параметар |DUPLICATE_year= игнорисан (помоћ); Непознати параметар |DUPLICATE_isbn= игнорисан (помоћ)
- Mauch, Christof (2005). The Shadow War Against Hitler: The Covert Operations of America's Wartime Secret Intelligence Service.. scholarly history of OSS.
- May, Ernest R. ed. Knowing One's Enemy: Intelligence Assessment Before the two World Wars (1984)
- Murray, Williamson, Allan Reed Millett, ур. (1992). Calculations: net assessment and the coming of World War II.
- Paine, Lauran (1984). German Military Intelligence in World War II: The Abwehr.
- Persico, Joseph E (2001). Roosevelt's secret war: FDR and World War II espionage. Random House. ISBN 978-0-375-50246-0.
- Smith, Richard (1972). OSS: The Secret History of America's First Central Intelligence Agency. U of California Press.. „online review”. Архивирано из оригинала 01. 11. 2020. г. Приступљено 14. 02. 2021.
- Sexton Jr., Donal J (1996). Signals Intelligence in World War II: A Research Guide.. evaluates 800 primary and secondary sources
- Smith, Bradley F (1983). The Shadow Warriors: OSS and the Origins of the CIA. Basic Books. ISBN 978-0-465-07756-4.. for U.S.A.
- Special Operations Executive. How to be a Spy: The World War II SOE Training Manual.. (1943, 2001) How to become a British spy. online free
- Stephan, Robert W. Stalin's secret war: Soviet counterintelligence against the Nazis, 1941–1945 (2004).

### Француска
- Alexander, Martin S (1991). „Did the Deuxième Bureau work? The role of intelligence in French defence policy and strategy, 1919–39.”. Intelligence and National Security. 6 (2): 293—333. doi:10.1080/02684529108432105.
- Bauer, Deborah Susan (2013). Marianne is Watching: Knowledge, Secrecy, Intelligence and the Origins of the French Surveillance State (1870–1914). PhD Dissertation, UCLA. стр. 536—59.. Online Bibliography.
- Deacon, Richard. (1990). The French Secret Service. Grafton. ISBN 978-0-586-20673-7.. (1990).
- Jackson, Peter (2000). France and the Nazi Menace: Intelligence and Policy Making, 1933–1939.
- Keiger, John (2001). France and the World since 1870. стр. 80—109.. ch 4: "French Intelligence" p.
- Porch, Douglas (2003). The French Secret Services: A History of French Intelligence from the Dreyfus Affair to the Gulf War. Macmillan. ISBN 978-0-374-52945-1.
- Whitcomb, Edward A (1972). „The Duties and Functions of Napoleon's External Agents.”. History. 57 (190): 189—204. doi:10.1111/j.1468-229X.1972.tb01262.x.

### Енглеска и Велика Британија
- Andrew, Christopher (2009). The Defence of the Realm: The Authorized History of MI5. Penguin Canada. ISBN 978-0-14-317458-5.
- Andrew, Christopher (1986). Her Majesty's Secret Service: the making of the British intelligence community. Viking. ISBN 978-0-670-80941-7.. online free to borrow
- Budiansky, Stephen (2005). Her Majesty's Spymaster: Elizabeth I, Sir Francis Walsingham, and the Birth of Modern Espionage. Viking. ISBN 978-0-670-03426-0.. online free to borrow
- Fergusson, Thomas G (1984). British military intelligence, 1870–1914: the development of a modern intelligence organization. University Publications of America. ISBN 978-0-89093-541-5.. online free to borrow
- Foot, M. R. D. (1990). SOE: the Special Operations Executive 1940–46.
- Jeffreys-Jones, Rhodri (2013). In Spies We Trust: The Story of Western Intelligence. OUP Oxford. ISBN 978-0-19-958097-2.. covers U.S. and Britain
- Johnson, Robert (2006). Spying for Empire: The Great Game in Central and South Asia, 1757–1947. Greenhill Books. ISBN 978-1-85367-670-3.. Britain versus Russia.
- Major, Patrick, Christopher R. Moran, ур. (2009). Spooked: Britain, Empire and Intelligence since 1945. Cambridge Scholars. ISBN 978-1443813129.
- Moran, Christopher R (2011). „The pursuit of intelligence history: Methods, sources, and trajectories in the United Kingdom.”. Studies in Intelligence. 55 (2): 33—55..  Historiography „online” (PDF). Архивирано из оригинала (PDF) 18. 10. 2020. г. Приступљено 14. 02. 2021.
- Thomas, Gordon (2009). Secret wars: one hundred years of British intelligence inside MI5 and MI6. Macmillan. ISBN 978-0-312-37998-8.. online free to borrow
- Tuchman, Barbara W (1966). The Zimmermann Telegram. New York, Macmillan.. how Britain broke Germany's code in 1917
- Walton, Calder (2014). Empire of Secrets: British Intelligence in the Cold War and the Twilight of Empire. William Collins. ISBN 978-0-00-745797-7.
- West, Nigel (1983). MI6: British Secret Intelligence Service Operations 1909–1945.